# The Best Of, Volume 1
The Best of – Volume 1 – dwudziesty drugi album grupy Depeche Mode, wydany 13 listopada 2006. Jest to kompilacja najpopularniejszych singli zespołu z lat 1981 – 2006. Zawiera również nowy utwór – Martyr. Okładka przedstawia różę na białym tle (w zależności od wydania), róża ma kolory: różowy, biały i szary.

## Utwory

### CD
| Nr  | Tytuł utworu              | Długość |
| --- | ------------------------- | ------- |
| 1.  | „Personal Jesus”          | 3:45    |
| 2.  | „Just Can’t Get Enough”   | 3:41    |
| 3.  | „Everything Counts”       | 3:58    |
| 4.  | „Enjoy the Silence”       | 4:15    |
| 5.  | „Shake the Disease”       | 4:48    |
| 6.  | „See You”                 | 3:52    |
| 7.  | „It’s No Good”            | 6:00    |
| 8.  | „Strangelove”             | 3:49    |
| 9.  | „Suffer Well”             | 3:49    |
| 10. | „Dream On”                | 3:42    |
| 11. | „People Are People”       | 3:43    |
| 12. | „Martyr” (nowy utwór)     | 3:24    |
| 13. | „Walking in My Shoes”     | 5:01    |
| 14. | „I Feel You”              | 4:34    |
| 15. | „Precious”                | 4:10    |
| 16. | „Master and Servant”      | 3:50    |
| 17. | „New Life”                | 3:43    |
| 18. | „Never Let Me Down Again” | 4:20    |
|     |                           | 1:14:24 |

### DVD
1. Just Can’t Get Enough
2. See You
3. Everything Counts [wersja z 1983 roku]
4. People Are People
5. Master and Servant
6. Shake the Disease
7. Stripped
8. A Question of Time
9. Strangelove [wersja z 1987 roku]
10. Never Let Me Down Again
11. Behind the Wheel
12. Personal Jesus
13. Enjoy the Silence
14. I Feel You
15. Walking in My Shoes
16. In Your Room
17. Barrel of a Gun
18. It’s No Good
19. Only When I Lose Myself
20. Dream On
21. I Feel Loved
22. Enjoy the Silence '04
23. Precious
24. Suffer Well
25. The Best of Depeche Mode – A Short Film

## Muzycy
zespół
- Dave Gahan - wokale główne, sampler (utwory: 1, 3, 4, 5, 8, 11, 16), autor słów (utwór: 9)
- Martin Gore - syntezator, wokale drugoplanowe i wspierające, sampler (utwory: 1, 3, 4, 5, 8, 11, 16), gitara akustyczna (utwory: 1, 10, 11), gitara elektryczna (utwory: 1, 4, 7, 8, 12-15, 18), gitara basowa (utwór: 9), autor muzyki i słów (oprócz utworów 2, 9 i 17)
- Alan Wilder - syntezatory, wokale wspierające, sampler, automat perkusyjny i perkusja (utwory: 1, 3, 4, 5, 8, 11, 13, 14, 16, 18), pianino (utwory: 1, 8, 13, 14, 18), gitara basowa (utwory: 8, 13, 14), programowanie (utwory: 1, 3, 4, 5, 8, 11, 13, 14, 16, 18)
- Andrew Fletcher - syntezator, wokale wspierające, sampler (utwory: 1, 3, 4, 5, 8, 11, 16), gitara basowa (utwory: 7, 11, 12)
- Vince Clarke - syntezatory, automat perkusyjny oraz wokale wspierające (utwory: 2, 17)

Dodatkowi muzycy
- Flood - dodatkowe syntezatory, programowanie (utwory: 1, 4, 13, 14)
- Gareth Jones - sampler, produkcja (utwory: 3, 5, 11, 16); dodatkowa produkcja i przedprodukcja (utwór: 10)
- Daniel Miller - dodatkowe syntezatory (utwory: 2, 5, 17), producent (utwory: 2, 3, 5, 11, 16, 17), produkcja dodatkowa (utwór: 8)
- Victor Indrizzo - instrumenty perkusyjne (utwór: 7)
- Mark Bell - produkcja, automat perkusyjny (utwór: 10)
- Dave McCracken, Richard Morris - programowanie (utwory: 9, 12, 15), syntezatory i automaty perkusyjne (utwór: 12)
- Christian Eigner - perkusja (utwór: 12)